# Alojzij Homan
Alojzij Homan, slovenski zdravnik, * 16. julij 1863, Škofja Loka, † 13. november 1922, Radeče.

## Življenje in delo
Kot zdravnik je promoviral v Gradcu leta 1887. Deloval je kot okrožni zdravnik v Radečah, kjer je bil tudi predsednik okrajnega šolskega sveta in ima veliko zaslug, da je na tamkajšnjem griču zrasla nova šola v letih 1905-06.

## Dela
Monografske publikacije:
- Postrežba bolnikom (1899) (COBISS)
- Nemško-slovenska sodno-zdravniška terminologija (1904) (COBISS)
- Stomatologija in higiena (1914) (COBISS)
- Človek. Telo in žitje (1924)(COBISS)
- Higiena. Pouk, kako si ohranimo zdravje (1924) (COBISS)

Poleg tega pa je spisal več poljudnoznanstvenih člankov za Koledar družbe sv. Mohorja.